# تاكسي الفضاء (ناسا)
تاكسي الفضاء مشروع فضائي ل ناسا لتسيير رحلات إلى الفضاء دون الاعتماد على المركبات الروسية واعلنت ناسا ان المشروع سيكون جاهز عام 2017 وخلال المناقصات بين الشركات التي ستتولى صناعة المعدات فازت كل من «بوينغ» لصناعة الطيران والفضاء وشركة «سبيس إكس» ومقرها كاليفورنيا بعقدين قيمتهما الاجمالية 6.8 مليار دولار لتطوير وتشغيل كبسولات الفضاء الجديدة التي تتسع لسبعة أفراد.